# Хорхе Андухар Морено
Хорхе Андухар Морено (ісп. Jorge Andújar Moreno; нар. 26 квітня 1987, Мадрид), відомий за прізвиськом Коке (ісп. Coke) — іспанський футболіст, правий захисник клубу «Леванте». Триразовий переможець Ліги Європи, у фіналі 2016 року забив два голи та став найкращим гравцем матчу.
Виступав також за «Райо Вальєкано», «Севілью», «Шальке 04» і юнацьку збірну Іспанії.

## Клубна кар'єра
Народився 26 квітня 1987 року в Мадриді. Вихованець футбольної школи місцевого клубу «Райо Вальєкано». У дорослому футболі дебютував 2004 року виступами за другу команду клубу.
Своєю грою за цю команду привернув увагу представників тренерського штабу головної команди «Райо Вальєкано», до складу якої почав залучатися з 2007 року. Відіграв за мадридський клуб наступні чотири сезони своєї ігрової кар'єри. Більшість часу, проведеного у складі «Райо Вальєкано», був основним гравцем захисту команди.
До складу клубу «Севілья» приєднався у червні 2011 року, уклавши чотирирічний контракт. Відтоді встиг відіграти за клуб з Севільї 95 матчів в національному чемпіонаті.
Наприкінці липня 2016 року перейшов до німецького клубу «Шальке 04».

## Виступи за збірну
2002 року провів одну гру у складі юнацької збірної Іспанії.

## Статистика виступів

### Статистика клубних виступів
| Сезон                      | Команда                    | Чемпіонат                  | Чемпіонат | Чемпіонат | Національний кубок | Національний кубок | Національний кубок | Континентальні кубки | Континентальні кубки | Континентальні кубки | Інші змагання | Інші змагання | Інші змагання | Усього | Усього |
| Сезон                      | Команда                    | Ліга                       | Ігор      | Голів     | Ліга               | Ігор               | Голів              | Ліга                 | Ігор                 | Голів                | Ліга          | Ігор          | Голів         | Ігор   | Голів  |
| -------------------------- | -------------------------- | -------------------------- | --------- | --------- | ------------------ | ------------------ | ------------------ | -------------------- | -------------------- | -------------------- | ------------- | ------------- | ------------- | ------ | ------ |
| 2007–08                    | «Райо Вальєкано»           | СДБ                        | 0         | 0         | КІ                 | 0                  | 0                  |                      | -                    | -                    |               | -             | -             | 0      | 0      |
| 2008–09                    | «Райо Вальєкано»           | СД                         | 33        | 3         | КІ                 | 1                  | 0                  |                      | -                    | -                    |               | -             | -             | 34     | 3      |
| 2009–10                    | «Райо Вальєкано»           | СД                         | 35        | 8         | КІ                 | 3                  | 0                  |                      | -                    | -                    |               | -             | -             | 38     | 8      |
| 2010–11                    | «Райо Вальєкано»           | СД                         | 38        | 5         | КІ                 | 1                  | 1                  |                      | -                    | -                    |               | -             | -             | 39     | 6      |
| Усього за «Райо Вальєкано» | Усього за «Райо Вальєкано» | Усього за «Райо Вальєкано» | 106       | 16        |                    | 5                  | 1                  |                      | -                    | -                    |               | -             | -             | 111    | 17     |
| 2011–12                    | «Севілья»                  | ПД                         | 28        | 0         | КІ                 | 2                  | 0                  | ЛЄ                   | 2                    | 0                    | -             | -             | -             | 32     | 0      |
| 2012–13                    | «Севілья»                  | ПД                         | 21        | 3         | КІ                 | 6                  | 0                  | -                    | -                    | -                    | -             | -             | -             | 27     | 3      |
| 2013–14                    | «Севілья»                  | ПД                         | 25        | 3         | КІ                 | 1                  | 0                  | ЛЄ                   | 10+2                 | 2                    | -             | -             | -             | 38     | 5      |
| 2014–15                    | «Севілья»                  | ПД                         | 21        | 2         | КІ                 | 3                  | 0                  | ЛЄ                   | 7                    | 0                    | СУ            | 1             | 0             | 32     | 2      |
| Усього за «Севілью»        | Усього за «Севілью»        | Усього за «Севілью»        | 95        | 8         |                    | 12                 | 0                  |                      | 21                   | 2                    |               | 1             | 0             | 129    | 10     |
| Усього за кар'єру          | Усього за кар'єру          | Усього за кар'єру          | 201       | 24        |                    | 17                 | 1                  |                      | 21                   | 2                    |               | 1             | 0             | 240    | 27     |

## Титули і досягнення
- Переможець Ліги Європи (3):

«Севілья»: 2013–14, 2014–15, 2015–16